# دايموند جيم برادي
دايموند جيم برادي (بالإنجليزية: Diamond Jim Brady)‏ هو مدير ورائد أعمال أمريكي، ولد في 12 أغسطس 1856 في نيويورك في الولايات المتحدة، وتوفي في 13 أبريل 1917 في اتلانتيك سيتي في الولايات المتحدة.

## وصلات خارجية
- دايموند جيم برادي على موقع الموسوعة البريطانية (الإنجليزية)
- دايموند جيم برادي على موقع إن إن دي بي (الإنجليزية)